# Кристиан фон Зайн-Витгенщайн-Хомбург
Кристиан фон Зайн-Витгенщайн-Хомбург (на немски: Christian von Sayn-Wittgenstein-Homburg; * 1647; † 1704) от род Зайн-Витгенщайн е граф на Сайн-Витгенщайн-Хомбург.

## Произход
Той е син на граф Ернст фон Зайн-Витгенщайн-Хомбург (1599 -1649) и втората му съпруга графиня Кристина фон Валдек-Вилдунген (1614 – 1679), дъщеря на граф Кристиан фон Валдек-Вилдунген (1585 – 1637) и графиня Елизабет фон Насау-Зиген (1584 – 1661).
Брат е на Филип Ернст (1645 – 1673, убит в дуел), и на Карл Ото († 1709), и полубрат на Вилхелм Фридрих (1640 – 1698), граф на графство Зайн-Витгенщайн-Берлебург.

## Фамилия
Около 1673 г. Кристиан се жени за графиня Кристиана Магдалена фон Лайнинген-Дагсбург-Харденбург (* 1650; † 1683), дъщеря на граф Фридрих Емих фон Лайнинген-Дагсбург-Харденбург (1621; † 26 юли 1698) и графиня Сибила фон Валдек-Вилдунген (1619 – 1678). Техни деца са:
- Фридрих Лудвиг (1679 – 1742)
- Кристиана (1680 – 1724), омъжена 1697 г. за граф Хайнрих V Ройс (1645 – 1698), син на Хайнрих V Ройс-Унтерграйц (1602 – 1667)
- Шарлота Луиза (* 1680/1681; † 11 март 1746, Хомбург), омъжена 1711/1719 г. за граф Вилхелм Адолф фон Рантцау-Брайтенбург (1688 – 1734)